# José Maria Cardoso da Veiga
José Maria Cardoso da Veiga (Blumenau, 15 de julho de 1900 – Florianópolis, 16 de janeiro de 1951) foi um advogado, comerciante e político brasileiro.

## Biografia
Conhecido como "Juca Veiga", era filho de Luís Silveira da Veiga e Maria Amália Cardoso da Veiga. Estudou o primário no Colégio Santo Antônio, em sua cidade natal, e o secundário no Ginásio Catarinense, em Florianópolis. Bacharelou-se em direito pela Faculdade de Direito de Santa Catarina, em 1941.
Começou sua carreira como telegrafista no Departamento de Correios e Telégrafos, após ser aprovado em concurso em 1919. Além disso, foi fabricante de transmissores e receptores em Rio Negrinho. 
Em 30 de maio de 1925, casou-se com Érica Olsen, com quem teve filhos, incluindo Helladio Olsen Veiga, que se tornou advogado, Juiz de Direito, vereador na Câmara Municipal e sócio fundador da Fundação Hospitalar, em Rio Negrinho. Atualmente, a Biblioteca Pública da cidade leva o nome de Helladio.
Sua participação nas Revolução de 1930 e na Revolução Constitucionalista de 1932, onde atuou como radiotelegrafista, resultou em sua prisão por três meses na Penitenciária do Estado em Florianópolis, em 1932.
Posteriormente, em 1934, foi transferido para ser Agente Postal-Telegráfico em Rio Negrinho. Ele também se destacou como comerciante e proprietário da empresa de tijolos Produtos São Judas Tadeu, localizada em Palhoça.
Em 1935, ocupou o cargo de Encarregado do Expediente do Sindicato Agrícola de Rio Negrinho.
Em 1945, se filiou ao Partido de Representação Popular (PRP), assumindo provisoriamente sua liderança e, posteriormente, tornando-se Presidente efetivo do partido no mesmo ano.
Pelo PRP, foi eleito Deputado Estadual à Assembleia Legislativa de Santa Catarina, participando como Deputado Constituinte em 1947 e na  1ª legislatura (1947 — 1951). Ele foi o único representante de seu partido a ser eleito. Na sua candidatura para a 2ª Legislatura (1951-1955), ele alcançou a posição de Suplente e não foi convocado.

Seu falecimento ocorreu em 16 de janeiro de 1951, em Florianópolis. 